# 실효 지배
실효 지배(實效支配)는 어떤 정권이 특정 지역 또는 영토에 대한 관리, 통제 능력을 가져 실제로 통치하고 있는 것을 말하며, 특히 영토 분쟁에 있어 실효 지배중인 주체가 중시된다. 다만 실효 지배를 하는 주체를 미승인국으로 취급하는 경우도 있다. 하지만 실효 지배는 언제든 쉽게 바뀔 수 있으며 크림반도가 실효 지배가 자주 바뀐 가장 대표적인 사례이다.

## 같이 보기
- 점령
- 대마도 분쟁